# Holtz (Adelsgeschlecht)

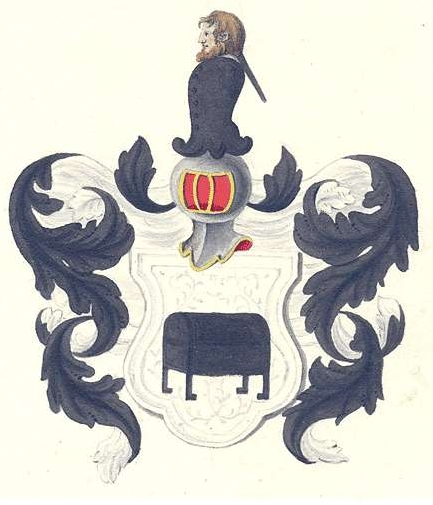
Wappen (19. Jahrhundert)

Die Freiherren vom Holtz sind eine schwäbische Adelsfamilie, die in der 13. Generation in Alfdorf ansässig ist (seit 1628).

## Geschichte
Worauf sich die Bezeichnung vom Holtz ursprünglich bezieht, ist unbekannt. Die Familie wird erstmals in der ersten Hälfte des 14. Jahrhunderts fassbar im Raum um Göppingen und Schwäbisch Gmünd.
Sifried von dem Holz, Ritter, und seine Söhne Ritter Sifried, Hans der Brenner und Konrad der Phose verkauften am 17. März 1337 an Benz Schirsich eine Hube zu Krummwälden und weitere Güter.
Seifried vom Holtz war von 1485 bis 1489 Abt des Benediktinerklosters Komburg, anschließend bis zu seinem Tod 1504 Propst des Stifts. Bevor er dort eintrat, war er Mönch im Kloster Neresheim. Sein Grabstein mit Ahnenprobe ist erhalten ebenso wie ein 1494 datierter Stein mit seinem Wappen.
Seit 1533 lebte eine eigene Linie der Familie in einem Stadthaus in Niedernhall. Sie starb in der Pestzeit des Dreißigjährigen Kriegs 1635 aus. Hans Seifried vom Holtz war 1544 und 1545 Stadtschultheiß in Heilbronn.
1628 erwarb Georg Friedrich vom Holtz das Untere Schloss in Alfdorf. Weiterhin gehörte das Obere Schloss Alfdorf und zeitweilig auch das Schloss Adelstetten der Familie. Weiterhin besaßen die vom Holtz einige Getreide- und Sägemühlen in Alfdorf und Umgebung (Maierhofer Sägmühle, Meuschenmühle, Strübelmühle).
Die vom Holtz engagierten sich im Ritterkanton Kocher: Georg Friedrich war 1644/45 bis 1666 Ritterhauptmann, Eberhard Maximilian von 1751 bis 1762. Ritterräte des Kantons waren: Georg Friedrich 1639 bis 1644/45, Gottfried 1674–1692, Eberhard Maximilian 1731–1751.
Im 18. Jahrhundert sorgte Gottfried vom Holtz für einen riesigen Schuldenberg, der noch seine Nachfahren belastete.
Die Familie hatte von 1628 bis 1992 das Kirchenpatronat der Stephanuskirche (Alfdorf) inne. Es wurde 
im ganzen Bereich der  Evangelischen Landeskirche in Württemberg im Jahre 1992 aufgehoben.

## Wappen
Das Wappen zeigt in Silber einen auf vier Füßen stehenden schwarzen Holzkasten.

## Bilder

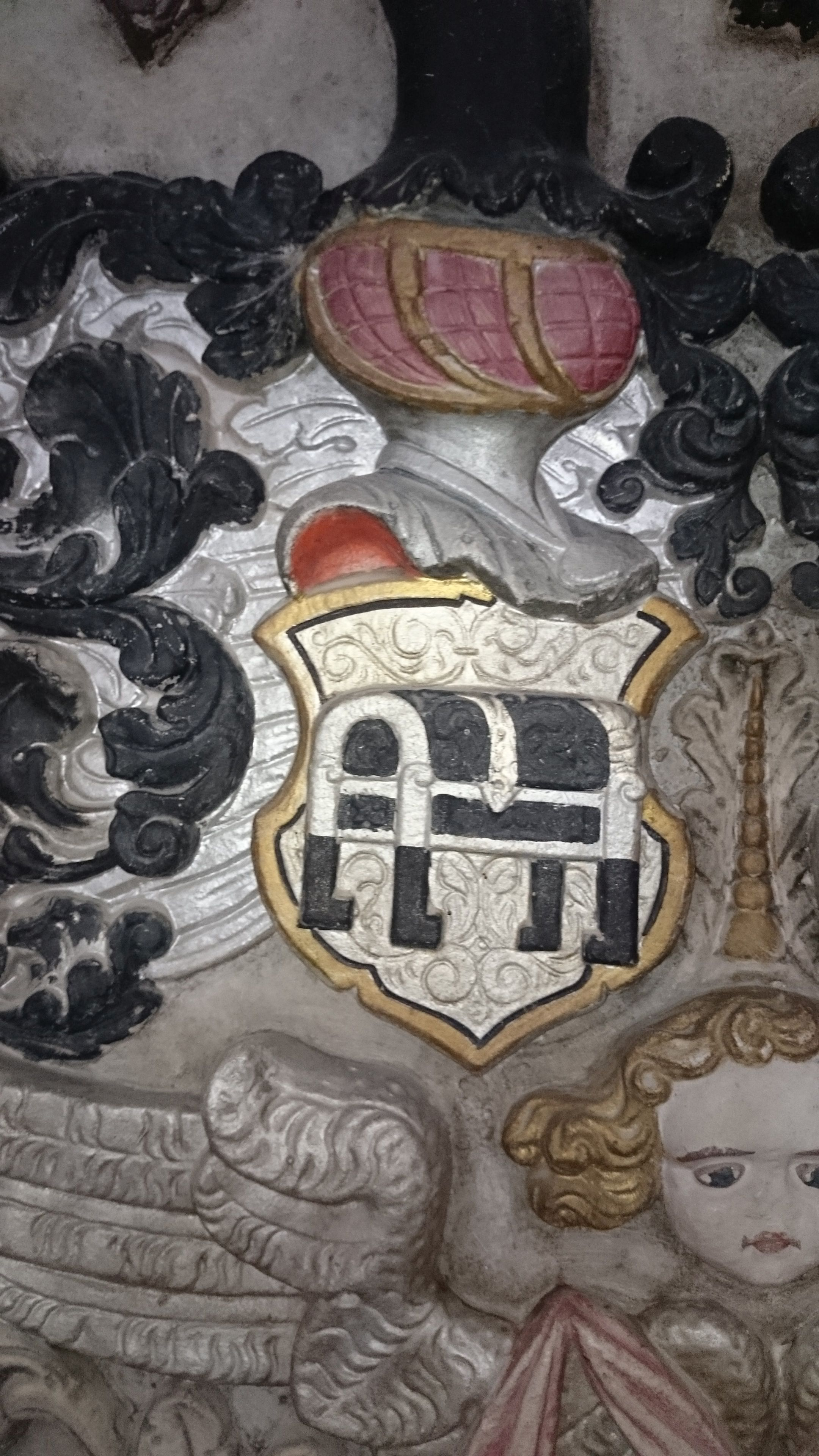
Wappen auf einem Epitaph in Alfdorf
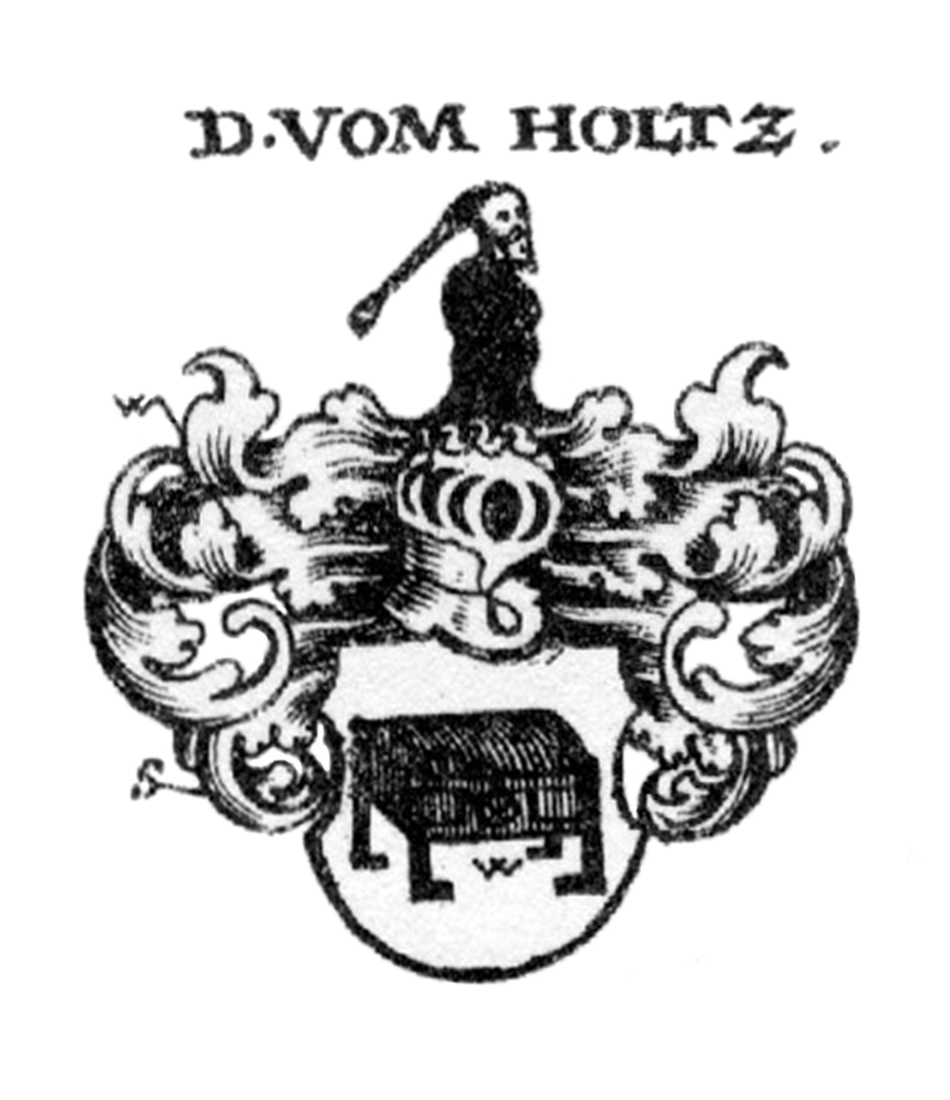
Das Wappen in Johann Siebmachers Wappenbuch
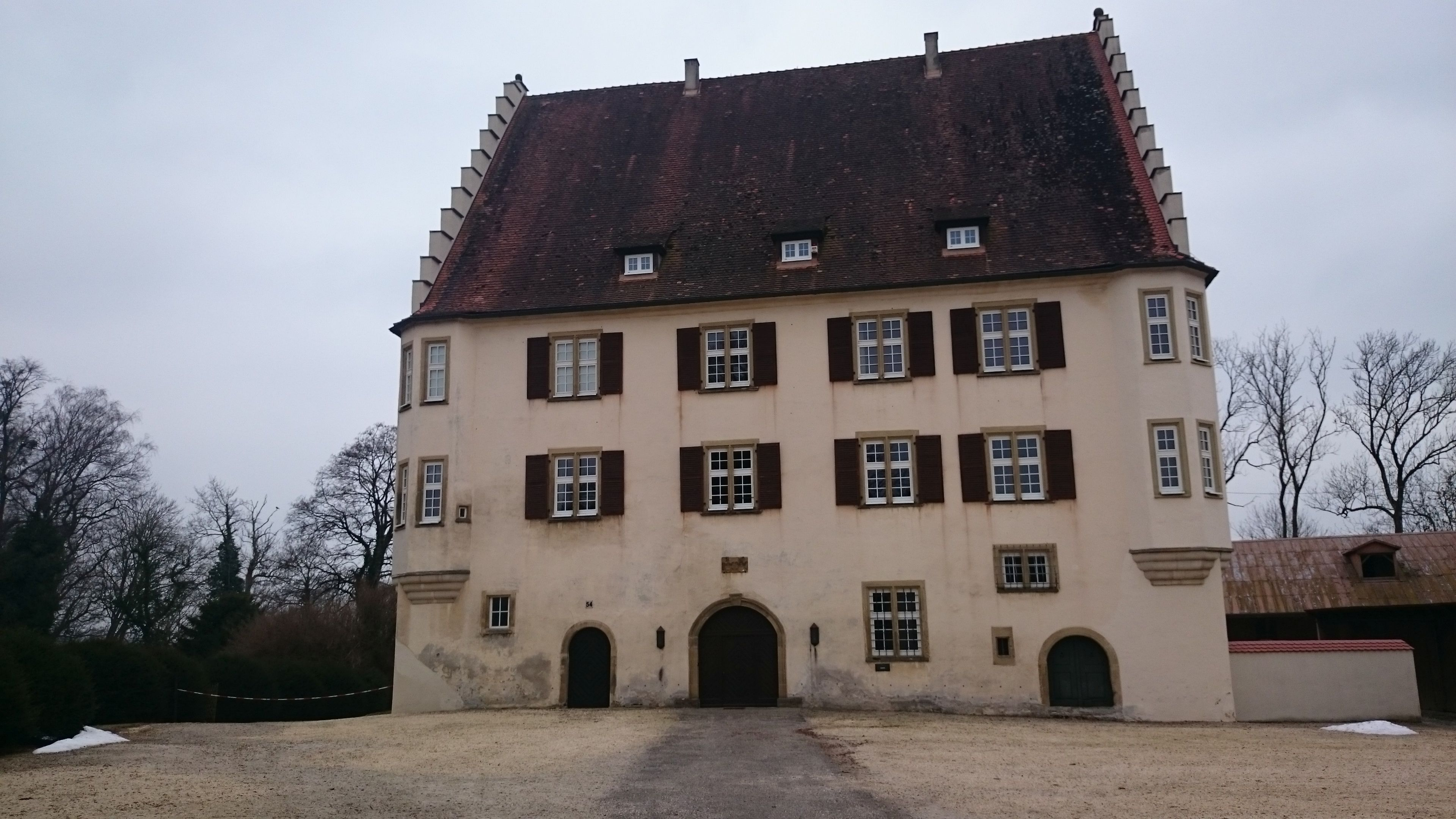
Unteres Schloss in Alfdorf
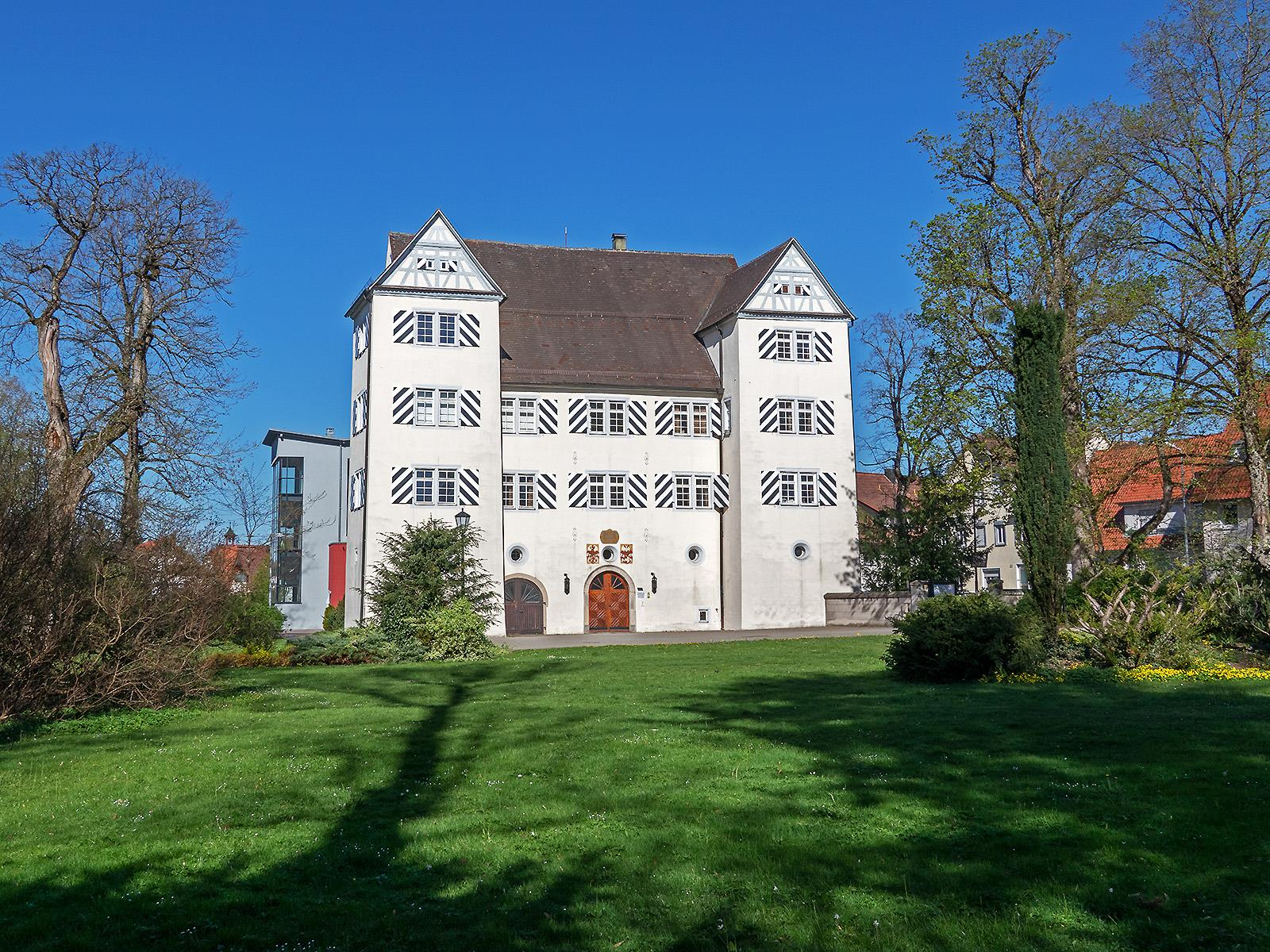
Oberes Schloss in Alfdorf
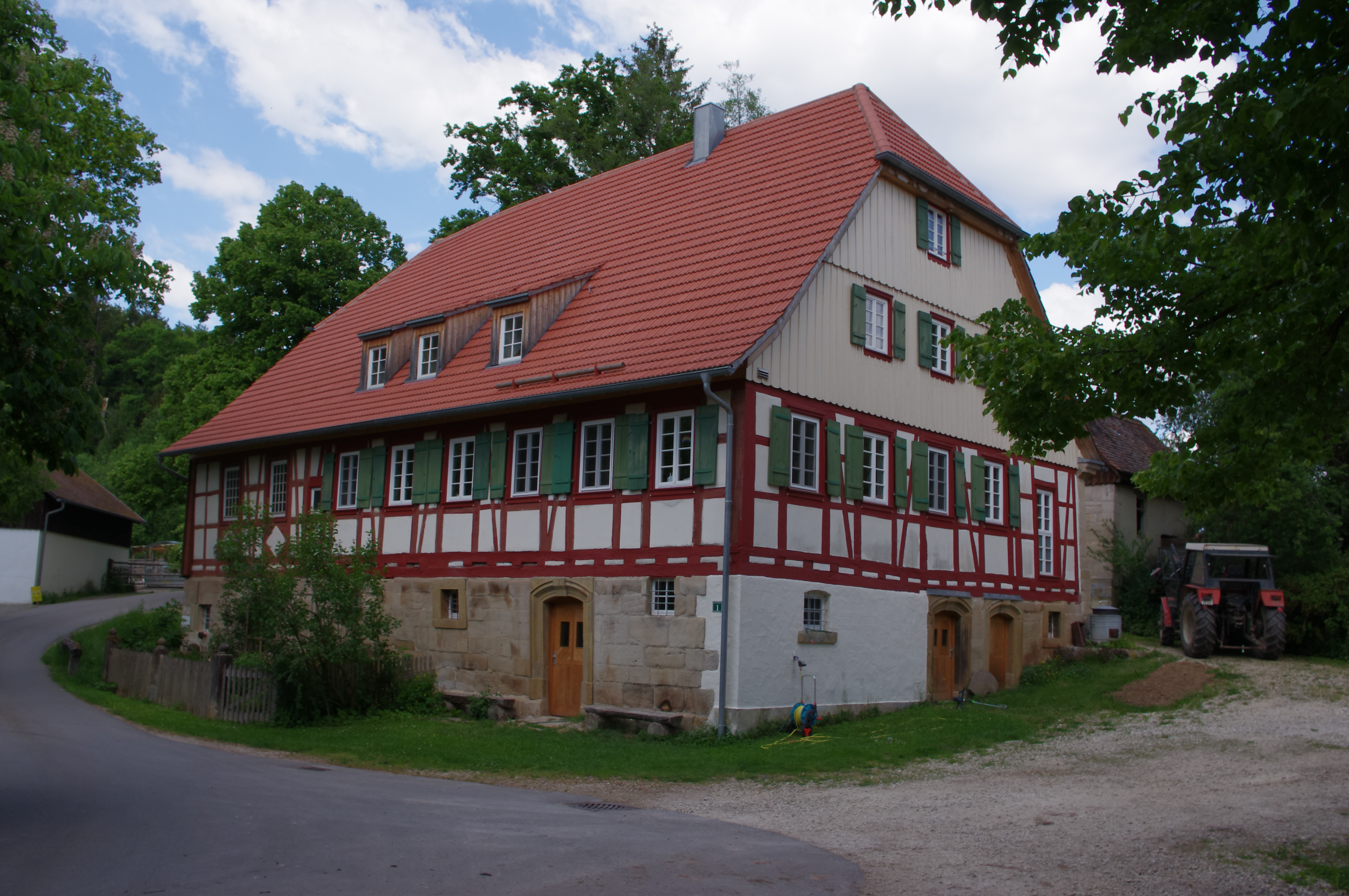
Meuschenmühle (Alfdorf)